# Monale
Monale ist eine Gemeinde in der italienischen Provinz Asti (AT), Region Piemont.

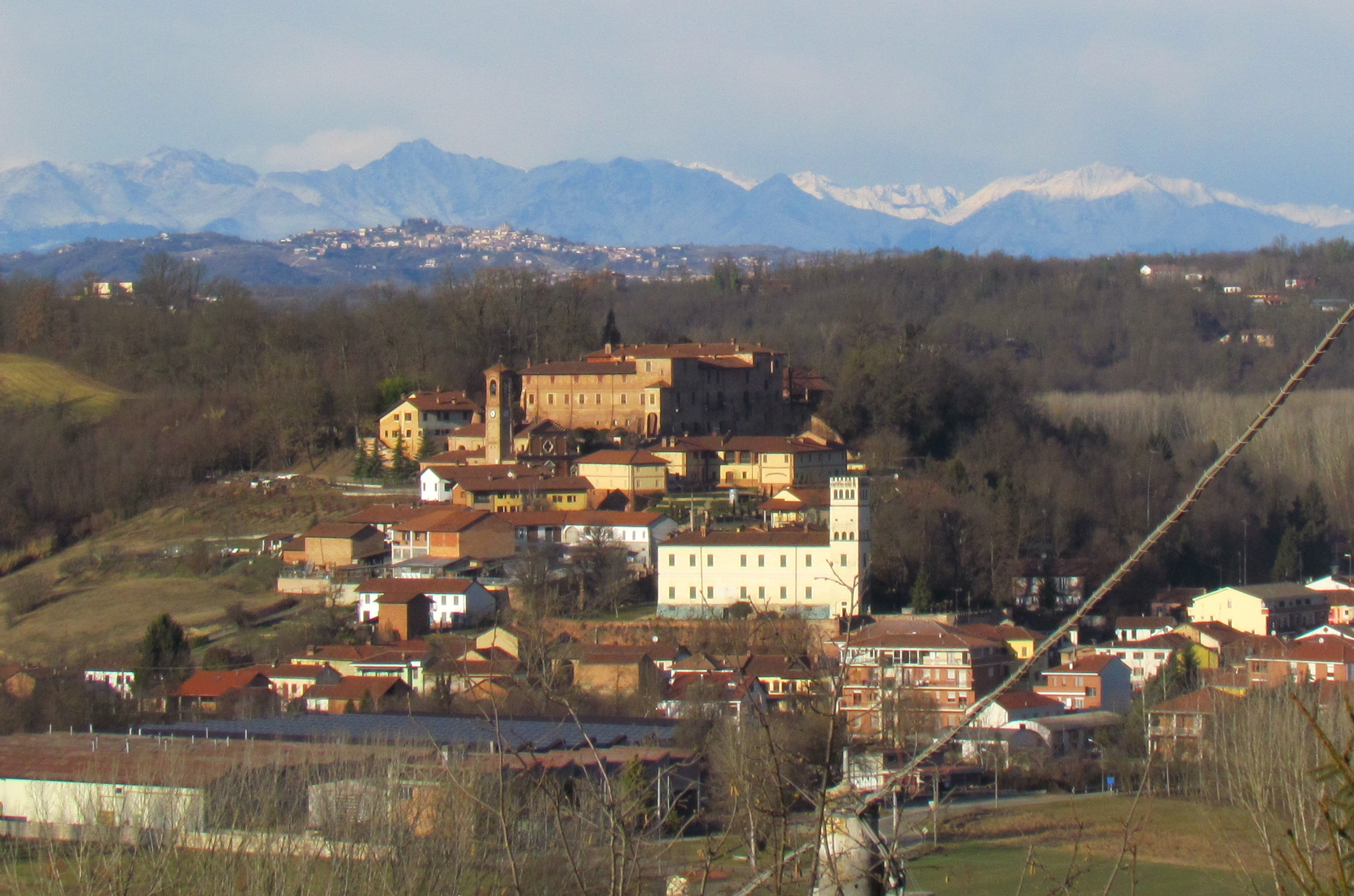
Panorama

## Lage und Einwohner
Monale liegt 14 km westlich von der Provinzhauptstadt Asti entfernt. Das Gemeindegebiet umfasst eine Fläche von neun km² und hat 985 Einwohner (Stand 31. Dezember 2023). Die Nachbargemeinden sind Asti, Baldichieri d’Asti, Castellero, Cinaglio, Cortandone, Maretto und Villafranca d’Asti.

## Kulinarische Spezialitäten
In Monale werden Reben der Sorte Barbera für den Barbera d’Asti, einen Rotwein mit DOCG Status, sowie den Barbera del Monferrato angebaut.

## Gemeindepartnerschaft
- Cazouls-d’Hérault, seit 2010